# 伊万·切尔尼亚霍夫斯基
伊万·丹尼洛维奇·切尔尼亚霍夫斯基（俄語：Ива́н Дани́лович Черняхо́вский，1906年6月29日—1945年2月18日），苏联大将。

## 早期经历
切尔尼亚霍夫斯基的父亲是一名铁路职工，在他九岁时死于伤寒，他自己也一直在铁路上工作。1924年，切尔尼亚霍夫斯基加入了苏联红军，进入敖德萨步兵学校学习。1925年他转入基辅炮兵学校学习，1928年毕业后，他加入了苏联共产党。1928—1931年历任排长、团测绘队队长、炮兵连政治副连长、炮兵侦察教导连连长等职。1931年进入列宁格勒军事技术学院学习。1932年起进入工农红军机械化和摩托化学院学习，1936年毕业。
毕业之后的切尔尼亚霍夫斯基担任第8坦克旅第2坦克营参谋长，后任第1坦克营营长。1938年5月起任白俄罗斯特别军区独立第九轻型坦克团团长。1940年升任坦克旅长，7月起任波罗的海沿岸特别军区坦克第28师副师长，1941年3月起任该师师长。
1941年6月23日起，他所指挥的这个师在西北方面军内对敌优势兵力进行了艰苦的防御战，在希奥利艾西南、西德维纳河、索利齐和诺夫哥罗德等地的防御作战中显示出顽强的战斗力。由于坦克耗尽，1941年12月之后，他改为步兵第241师师长。1942年5月，切尔尼亚霍夫斯基被授予少将军衔，不久升任第18坦克军军长。1942年7月切尔尼亚霍夫斯基担任沃罗涅日方面军所属第60集团军司令，指挥该集团军参与沃罗涅日—卡斯托尔诺耶战役。1943年1月在奥斯特罗戈日斯克—罗索什战役中收复沃罗涅日，获得红旗勋章。1943年，切尔尼亚霍夫斯基指挥部队参与库尔斯克战役，之后强渡杰斯纳河和第聂伯河。因在强渡第聂伯河作战英勇，被授予苏联英雄称号。1943年11月起，该集团军又先后参加了基辅战役、日托米尔—别尔季切夫、罗夫诺—卢茨克和普罗斯库罗夫—切尔诺维策等战役。

## 方面军司令

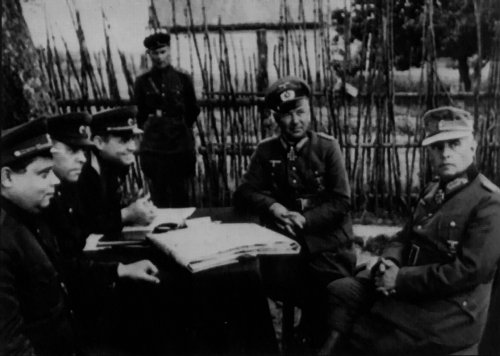
1944年，德国第53军军长弗里德里希·戈爾維策和第206步兵师师长希特向苏方伊万·切尔尼亚霍夫斯基和亚历山大·华西列夫斯基将军投降

1944年3月，切尔尼亚霍夫斯基被授予上将军衔。1944年最高统帅部对1943年底到1944年初西方面军的作战失败进行了调查，认为司令员瓦西里·索科洛夫斯基指挥有误，加之战线过长，兵力过于分散，决定将其改组为白俄罗斯第2方面军和白俄罗斯第3方面军，以加强方面军对其下部队的指挥效率，伊万·叶菲莫维奇·彼得罗夫和切尔尼亚霍夫斯基分别任两个方面军的司令。切尔尼亚霍夫斯基的同学，作为统帅部代表和他们两人讨论战场形势的什捷缅科回忆道：“和彼得罗夫相比，切尔尼亚霍夫斯基名气不大。但他是位杰出的司令员，受过扎实的战役训练，精通炮兵和坦克兵。他年青、有毅力、要求严格、全部精力都贯注在自己承担的艰巨任务上。”。
切尔尼亚霍夫斯基不久就指挥白俄罗斯第3方面军参加了1944年夏天实施的巴格拉季昂行动，在维捷布斯克－奥尔沙攻势中协同巴格拉米扬指挥的波罗的海沿岸第1方面军，突破了德军第3装甲军团的防守。6月26日，切尔尼亚霍夫斯基被授予大将军衔。从6月28日起，指挥方面军主力，在白俄罗斯第1、2方面军的协助下，完成了对明斯克东部德军集团10万余人的合围。担任最高统帅部代表的华西列夫斯基回忆说：“对于军队和多种多样的复杂战斗技术装备的谙熟，善于吸收别人的经验，深邃的理论知识，这些条件使切尔尼亚霍夫斯基能够出色地指挥他的集团军，出色地解决最高统帅部给他规定的极为复杂的任务。”
1944年7月，刚刚解放明斯克的白俄罗斯第3方面军发起维尔纽斯攻势，解放了维尔纽斯和利达两城，前出至涅曼河并强渡该河，8月1日占领考纳斯，将德军北方集团军群割裂成了东普鲁士和波罗的海两个部分。1944年11月切尔尼亚霍夫斯基回到莫斯科，和总参谋部人员讨论了1945年方面军的作战计划。1945年1月13日，切尔尼亚霍夫斯基指挥白俄罗斯第3方面军发起了东普鲁士攻势，进攻柯尼斯堡。2月18日他本人在梅尔萨克市（今波兰佩尼恩日诺）附近被弹片击中后牺牲，享年37岁，同车另外四人均未受伤。

## 身后
华西列夫斯基接替切尔尼亚霍夫斯基指挥白俄罗斯第3方面军，他回忆说自己得到消息时非常沉痛，称赞切尔尼亚霍夫斯基为“一个优秀的统帅、一个无限忠诚的共产党员、一个心肠特别好的人”。切尔尼亚霍夫斯基被葬于维尔纽斯，1990年被迁葬于莫斯科新圣女公墓。位于东普鲁士的因斯特堡改名切尔尼亚霍夫斯克。维尔纽斯等市树有其纪念碑。
乌克兰国防大学以伊万·切尔尼亚霍夫斯基命名。